# Lenda

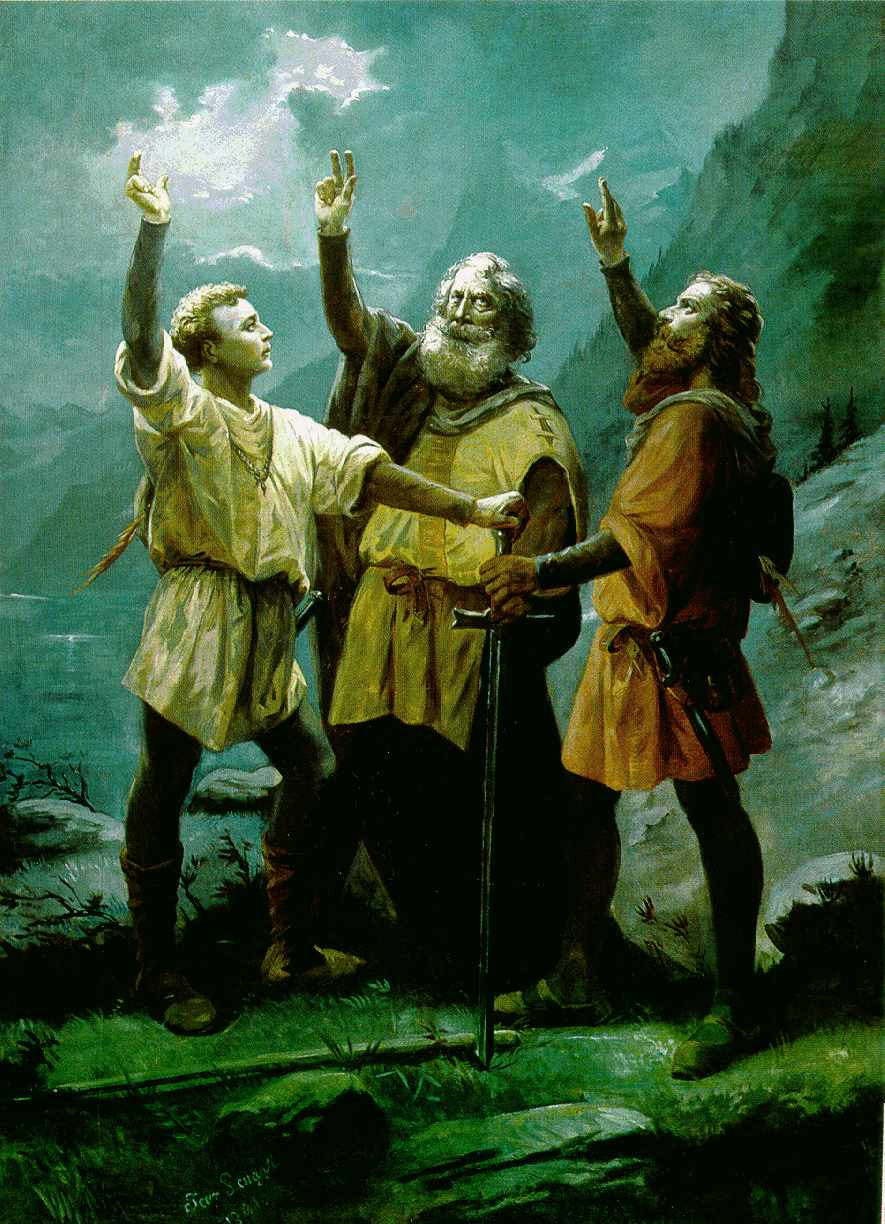
Representação da famosa lenda suíça de Rütlischwur

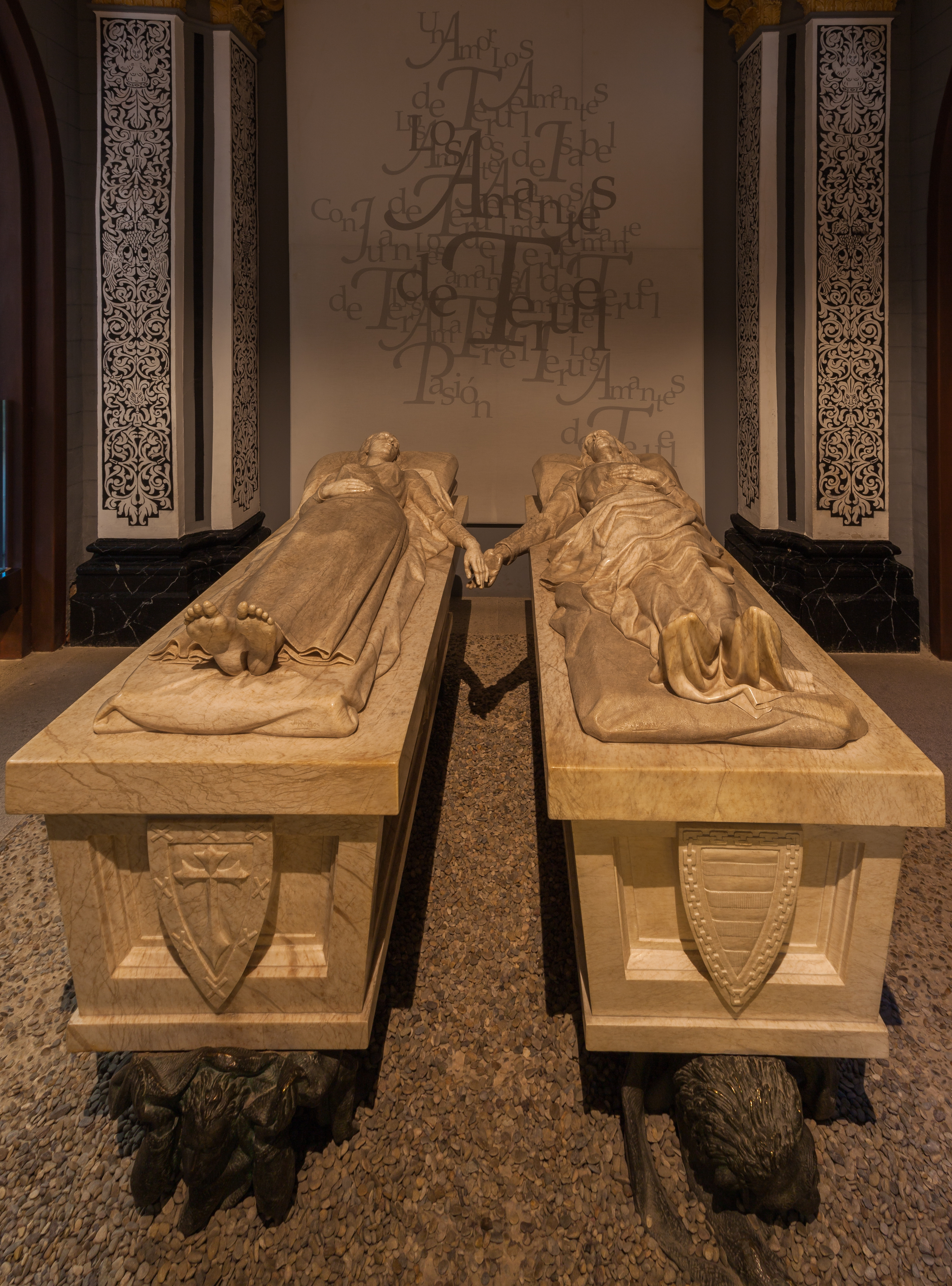
Mausoléu inspirado em uma lenda espanhola

Lenda é uma narrativa fantasiosa transmitida pela tradição oral através dos tempos (mitologia). De caráter fantástico e/ou fictício, as lendas combinam fatos reais e históricos com fatos irreais que são meramente produto da imaginação aventuresca humana. Uma lenda pode ser também verdadeira, o que é muito importante.
Com exemplos bem definidos em todos os países do mundo, as lendas geralmente fornecem explicações plausíveis, e até certo ponto aceitáveis, para coisas que não têm explicações científicas comprovadas, como acontecimentos misteriosos ou sobrenaturais. Podemos entender que lenda é uma degeneração do Mito. Como diz o dito popular "Quem conta um conto aumenta um ponto", as lendas, pelo fato de serem repassadas oralmente de geração a geração, sofrem alterações à medida que são contadas.
Lendas no Brasil são inúmeras, influenciadas diretamente pela miscigenação na origem do povo brasileiro. Devemos levar em conta que uma lenda não significa uma mentira, nem tão pouco uma verdade absoluta, o que devemos considerar é que uma história para ser criada, defendida e o mais importante, ter sobrevivido na memória das pessoas, ela deve ter no mínimo uma parcela de fatos verídicos.
Muitos pesquisadores, historiadores ou folcloristas, afirmam que as lendas são apenas frutos da imaginação popular, porém como sabemos as lendas em muitos povos são "os livros na memória dos mais sábios".

## Etimologia
A origem da palavra lenda procede do palavra “legenda”, do baixo latim, que significa “o que deve ser lido”.

## Lendas brasileiras
A maioria das lendas brasileiras são de origem indígena (povos originários), histórias que tentam explicar os fenômenos da natureza; são conhecimentos ancestrais e relação com a natureza (crenças e visões) transmitidas oralmente ao longo de gerações.
O conhecimento ancestral autóctone / saber tradicional é um produto histórico resultado do modo de vida de uma comunidade tradicional e o relacionamento com a biodiversidade que está inserida (intelecto coletivo ou intelecto cultural). Este saber se reconstrói na transmissão entre as gerações e, que geralmente é feita por via oral, possui uma vísivel e imediata aplicação prática na sociedade.
- Vitória Régia
- Caipora
- Cuca
- Curupira
- Boitatá
- Mula sem cabeça
- Iara
- Negrinho do Pastoreio
- Papa-figo
- Saci Pererê
- Boiuna
- Romãozinho
- Boto
- Capelobo
- Chupa-Cabra
- Mapinguari
- Corpo-seco
- Comadre Fulozinha

## Lendas portuguesas
- Abidis
- Lenda da Justiça de Fafe
- Lenda do Galo de Barcelos
- Lenda da Nazaré
- Lenda de Machim
- Lenda de Maria Fidalga
- Lenda da Moura Salúquia
- Lenda da Rapariga das Laranjas
- Lenda da Lagoa das Sete Cidades (Açores)
- Padeira de Aljubarrota
- Fradinho da mão furada
- Mouras encantadas
- Lenda da Dama Pé-de-Cabra
- Coca
- Lenda da fundação da Sertã

### Lendas portuguesas - Açores
- Lenda das Sete Cidades (Açores)
- Lenda da Rapariga das Laranjas
- Lenda da princesa e do pastor no reino das Sete Cidades
- Lenda do rei Branco-Pardo e da rainha Branca-Rosa nas Sete Cidades
- Lenda da Ilha das Sete Cidades
- Lenda das Sete Cidades, Terra de Atlantes
- Lenda do Bispo Genádio e as Sete Cidades
- Lenda das Sete Caldeiras
- Lenda da Coroa Real de Cedros
- Lenda de um Baleeiro da Ilha do Pico
- Lenda da Ermida de Nossa Senhora dos Milagres da ilha do Corvo
- Lenda da Fajã de São João
- Lenda da Lagoa das Furnas
- Lenda da Urzelina
- Lenda do Senhor Santo Cristo
- Lenda do Vai-te com o Diabo
- Lenda da Lagoa do Ginjal
- Lenda da Caldeira de Santo Cristo
- Lenda da Ponta Furada
- Lenda dos Diabretes na Fajã de Vasco Martins
- Lenda do Cavaleiro da ilha do Corvo
- Lenda do Reino de Atlântida e os Açores
- Lenda da descoberta da ilha de Santa Maria
- Lenda da Donzela Encantada da ilha de Santa Maria
- Lenda das Varas do Espírito Santo da ilha de São Jorge
- Lenda Um Salto Para Trás, Mas Sem Olhar
- Lenda do Pezinho de Nossa Senhora
- Lenda de Rabo de Peixe
- Lenda de Santo Amaro da Ilha Das Flores
- Lenda do Senhor Jesus de Ponta Delgada
- Lenda da Sereia da Praia
- Lenda do Menino do Coro e a Pomba
- Lenda da Lagoa do Negro

### Lendas portuguesas - Região Autónoma da Madeira

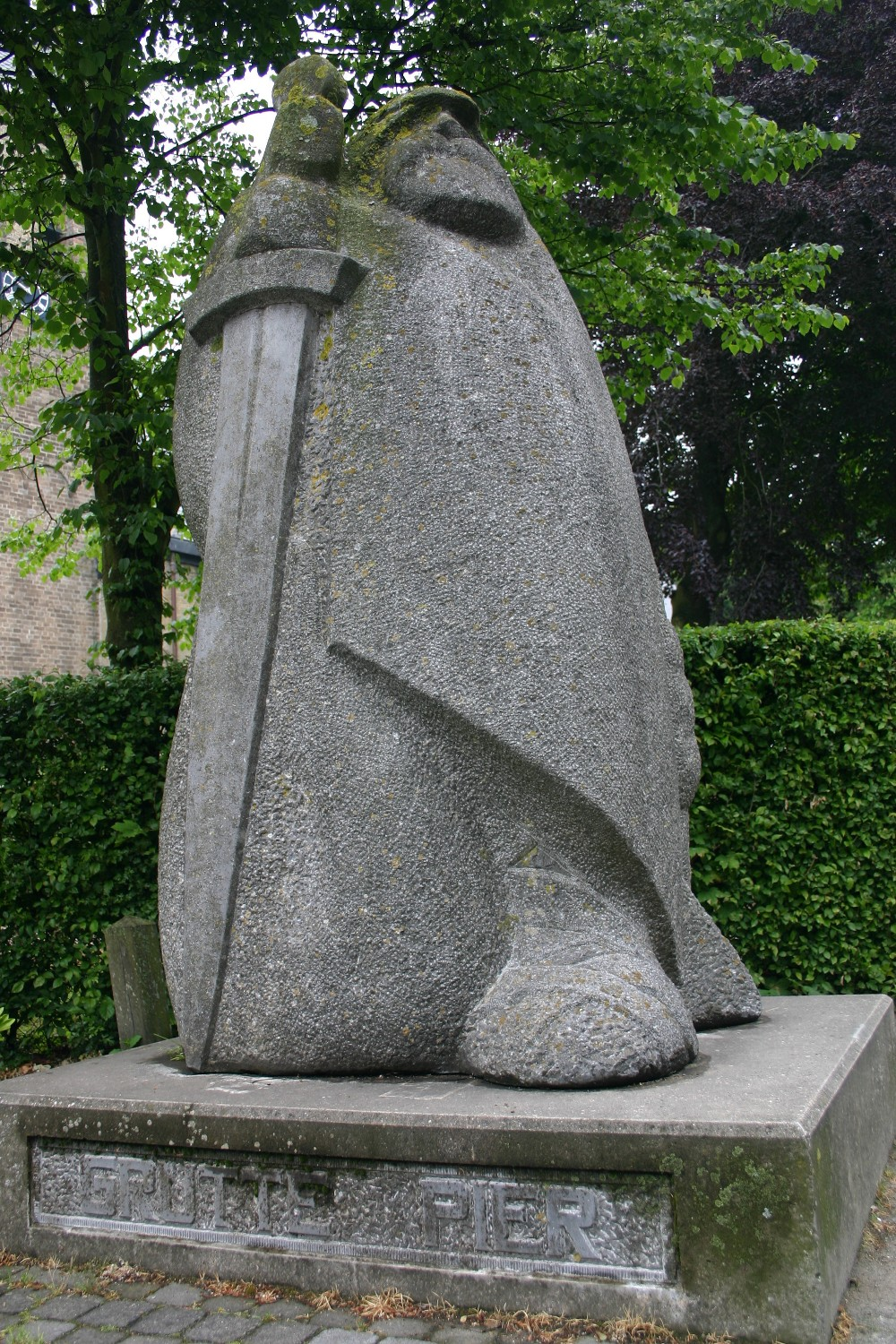
Estátua de Grutte Pier, lendário guerreiro frísio.

- Lenda de Machim
- Lenda de São Vicente
- Lenda do Cavalum

## Lendas famosas
- Atlântida
- Beowulf
- Eldorado
- Fonte da juventude
- Fiveval
- Guilherme Tell
- Pedra filosofal
- Ramáiana
- Rei Artur e os Cavaleiros da Távola Redonda
- Robin Hood
- Rolando
- Rômulo e Remo
- Shangri-La